# Закройщик
Закройщик — профессия, мастер в ателье по ремонту и пошиву одежды по индивидуальным заказам. Закройщик работает непосредственно с заказчиком швейного изделия, выявляет его потребности, даёт рекомендации по выбору ткани и фасона изделия, оформляет паспорт заказа, снимает мерки (антропометрические параметры) с фигуры клиента, зарисовывает эскиз модели, строит чертёж изделия, изготовляет лекала, производит раскраивание ткани на детали кроя, а также перекраивание деталей одежды при её ремонте. Сшивание деталей в готовое изделие производит портной.

## Описание
По окончании предварительной обработки портным деталей кроя, закройщик проводит первую и возможные последующие примерки изделия на фигуре заказчика, при необходимости уточняет меловыми линиями новые контуры деталей. После этого, портной подготавливает детали кроя к также выполняемой закройщиком осноровке (подрезанию деталей), и производит окончательную обработку, монтаж изделия.